# Gonyleptidae
Los goniléptidos (Gonyleptidae) son una familia de arácnidos opiliones neotrópicos. Con más de 800 especies, es la mayor familia del suborden Laniatores.
Como la mayor parte de opiliones, conocidos vulgarmente como murgaños o segadores, los gonileṕtidos son casi exclusivamente nocturnos, excepto algún Caelopyginae, Goniosomatinae (durante la época reproductiva), Gonyleptinae, Mitobatinae, Pachylinae y Progonyleptoidellinae. La mayor parte de especies de esta familia viven en bosques densos tropicales, subtropicales y templados (Chile), pero algunas se desarrollan en zonas de vegetación abierta como la Pampa, el Cerrado o la Caatinga. Hay algunas especies que viven en cuevas, pero en la familia solo se han registrados tres especies troglobias.

## Diagnosis
Laniatores con la cuarta coxa muy desarrollada, superando ampliamente el escudo dorsal en la mayoría de las especies. Muchas especies cuentan con doble ozoporo. Pedipalpos con segmentos cilíndricos, muy espinados, y la tibia y el tarso aplanado ventralmente. Segmentos basales de la cuarta pata con marcado dimorfismo sexual, que se aprecia ya sea en la espinación, curvatura o longitud.

## Distribución
Se distribuye desde el extremo sur del continente sudamericano (sur de Chile y Argentina) y las Malvinas hasta Costa Rica, con una especie aislada descrita en Guatemala.

## Subfamilias
La familia la componen 16 subfamilias, con más de 280 géneros y más de 800 especies:
- Ampycinae
- Bourguyiinae
- Caelopyginae
- Cobaniinae
- Goniosomatinae
- Gonyassamiinae
- Gonyleptinae
- Hernandariinae
- Heteropachylinae
- Metasarcinae
- Mitobatinae
- Pachylinae
- Pachylospeleinae
- Progonyleptoidellinae
- Sodreaninae
- Tricommatinae